# Grand Prix Formule 1 van Monaco 2012
De Grand Prix Formule 1 van Monaco 2012 werd gehouden op 27 mei 2012 op het Circuit de Monaco. Het was de zesde race van het kampioenschap.

## Wedstrijdverloop

### Kwalificatie
Michael Schumacher behaalde in de kwalificatie -voor het eerst sinds de Grand Prix van Frankrijk 2006- de pole position. Dit werd hiermee de 69e pole position van de Mercedes-coureur. De tweede plaats was voor Red Bull-coureur Mark Webber, Nico Rosberg kwalificeerde zich als derde. Lewis Hamilton plaatste zich als vierde, gevolgd door Lotus-coureur Romain Grosjean en de beide Ferrari-coureurs Fernando Alonso en Felipe Massa. De achtste plaats werd een prooi voor Kimi Räikkönen, de teamgenoot van Grosjean. Negende werd Pastor Maldonado voor Williams, de tiende plaats was voor Webbers teamgenoot Sebastian Vettel, die zich wel kwalificeerde voor de laatste kwalificatiesessie, maar besloot geen tijd te zetten in Q3.
Sergio Pérez was in de eerste kwalificatiesessie gecrasht en had zodoende geen tijd gezet. Toro Rosso-coureur Jean-Éric Vergne raakte de muur bij het uitkomen van de tunnel, na het zetten van een tijd.
Aan het einde van de kwalificatie werden Michael Schumacher en Pastor Maldonado teruggezet op de startgrid. Michael Schumacher kreeg na afloop van de kwalificatie een straf van vijf plaatsen op de grid, omdat hij in de vorige race achter op de Williams van Bruno Senna was gereden. Daarnaast werden Williams-coureur Pastor Maldonado twee straffen opgelegd: een straf van tien gridplaatsen vanwege het afsnijden van Sergio Pérez in de derde vrije training, waarna hij vervolgens nog eens vijf plaatsen extra naar achteren werd gezet, omdat hij zijn versnellingsbak had gewisseld. Zodoende startte Webber vanaf pole position, Schumacher vanaf plaats 6 en Maldonado vanaf plaats 24.

### Race
De race kende een crash bij de start. Door toedoen van Alonso moest de slecht gestarte Grosjean naar links uitwijken, waar Schumacher reed; Grosjeans auto kwam tot stilstand voor de eerste bocht. Dit betekende het einde van de race voor Grosjean. Bij het stilvallen raakte hij Sauber-coureur Kobayashi, die ook de race moest staken door de opgelopen schade. In het achterveld botste Maldonado op Pedro de la Rosa en moesten beide coureurs opgeven, na respectievelijk de haarspeldbocht en de pits te hebben bereikt. De Safety-Car moest uitrijden om de marshalls de gelegenheid te geven de auto van Maldonado van de baan te halen. Het vervolg van de race kende een drive-through penalty voor Sergio Perez vanwege het te laat insturen naar de pitsingang, waarmee hij Kimi Raikkonen in de weg reed. Sebastian Vettel (gestart op de hardere band) kon dankzij een late pitstop de vierde plaats bemachtigen. Schumacher moest vanaf de zevende plaats de race staken vanwege een probleem met de benzinedruk. Jenson Button, die het grootste gedeelte van de race achter Heikki Kovalainen reed en hem niet voorbij kon, viel met nog acht ronden te gaan ook uit na een poging tot een inhaalactie, waarbij beide auto's elkaar raakten.
Webber reed onbedreigd naar de eindstreep, en won de race voor Rosberg en Alonso. Vettel werd vierde en stond de gedeelde leiding van het kampioenschap af aan Alonso. Hamilton en Massa eindigden respectievelijk op de plaatsen vijf en zes. Het Force India-duo Paul di Resta en Nico Hülkenberg eindigde als zevende en achtste. Räikkönen eindigde de race als negende en Senna behaalde de tiende plaats.

### Na de race
Op 2 juni werd bekend, dat de beide bolides van de Red Bull-coureurs illegaal zijn bevonden door de FIA. Omdat geen enkel team formeel protest had aangetekend, blijven de behaalde resultaten desalniettemin staan. Red Bull werd wel gesommeerd het ontworpen gat in de onderplaat te verwijderen voor de Grand Prix van Canada.

## Vrije trainingen
- Er wordt enkel de top 5 weergegeven.

| Vrije training 1 | Pos | No | Coureur          | Constructeur            | Tijd     |
| ---------------- | --- | -- | ---------------- | ----------------------- | -------- |
| Vrije training 1 | 1   | 5  | Fernando Alonso  | Ferrari                 | 1:16.265 |
| Vrije training 1 | 2   | 10 | Romain Grosjean  | Lotus-Renault           | 1:16.630 |
| Vrije training 1 | 3   | 15 | Sergio Pérez     | Sauber-Ferrari          | 1:16.711 |
| Vrije training 1 | 4   | 4  | Lewis Hamilton   | McLaren-Mercedes        | 1:16.747 |
| Vrije training 1 | 5   | 18 | Pastor Maldonado | Williams-Renault        | 1:16.760 |
| Vrije training 2 | Pos | No | Coureur          | Constructeur            | Tijd     |
| Vrije training 2 | 1   | 3  | Jenson Button    | McLaren-Mercedes        | 1:15.746 |
| Vrije training 2 | 2   | 10 | Romain Grosjean  | Lotus-Renault           | 1:16.138 |
| Vrije training 2 | 3   | 6  | Felipe Massa     | Ferrari                 | 1:16.602 |
| Vrije training 2 | 4   | 5  | Fernando Alonso  | Ferrari                 | 1:16.661 |
| Vrije training 2 | 5   | 18 | Pastor Maldonado | Williams-Renault        | 1:16.820 |
| Vrije training 3 | Pos | No | Coureur          | Constructeur            | Tijd     |
| Vrije training 3 | 1   | 8  | Nico Rosberg     | Mercedes                | 1:15.159 |
| Vrije training 3 | 2   | 6  | Felipe Massa     | Ferrari                 | 1:15.197 |
| Vrije training 3 | 3   | 1  | Sebastian Vettel | Red Bull Racing-Renault | 1:15.209 |
| Vrije training 3 | 4   | 5  | Fernando Alonso  | Ferrari                 | 1:15.210 |
| Vrije training 3 | 5   | 10 | Romain Grosjean  | Lotus-Renault           | 1:15.445 |

Testcoureurs: geen

## Kwalificatie
| Pos                 | No | Team               | Constructeur            | Q1        | Q2       | Q3        | Grid |
| ------------------- | -- | ------------------ | ----------------------- | --------- | -------- | --------- | ---- |
| 1                   | 7  | Michael Schumacher | Mercedes                | 1:15.873  | 1:15.062 | 1:14.301  | 6    |
| 2                   | 2  | Mark Webber        | Red Bull Racing-Renault | 1:16.013  | 1:15.035 | 1:14.381  | 1    |
| 3                   | 8  | Nico Rosberg       | Mercedes                | 1:15.900  | 1:15.022 | 1:14.448  | 2    |
| 4                   | 4  | Lewis Hamilton     | McLaren-Mercedes        | 1:16.063  | 1:15.166 | 1:14.583  | 3    |
| 5                   | 10 | Romain Grosjean    | Lotus-Renault           | 1:15.718  | 1:15.219 | 1:14.639  | 4    |
| 6                   | 5  | Fernando Alonso    | Ferrari                 | 1:16.153  | 1:15.128 | 1:14.948  | 5    |
| 7                   | 6  | Felipe Massa       | Ferrari                 | 1:15.983  | 1:14.911 | 1:15.049  | 7    |
| 8                   | 9  | Kimi Räikkönen     | Lotus-Renault           | 1:15.889  | 1:15.322 | 1:15.199  | 8    |
| 9                   | 18 | Pastor Maldonado   | Williams-Renault        | 1:16.017  | 1:15.026 | 1:15.245  | 24   |
| 10                  | 1  | Sebastian Vettel   | Red Bull Racing-Renault | 1:15.757  | 1:15.234 | geen tijd | 9    |
| 11                  | 12 | Nico Hülkenberg    | Force India-Mercedes    | 1:15.418  | 1:15.421 |           | 10   |
| 12                  | 14 | Kamui Kobayashi    | Sauber-Ferrari          | 1:15.648  | 1:15.508 |           | 11   |
| 13                  | 3  | Jenson Button      | McLaren-Mercedes        | 1:16.399  | 1:15.536 |           | 12   |
| 14                  | 19 | Bruno Senna        | Williams-Renault        | 1:15.923  | 1:15.709 |           | 13   |
| 15                  | 11 | Paul di Resta      | Force India-Mercedes    | 1:16.062  | 1:15.718 |           | 14   |
| 16                  | 16 | Daniel Ricciardo   | STR-Ferrari             | 1:16.360  | 1:15.878 |           | 15   |
| 17                  | 17 | Jean-Éric Vergne   | STR-Ferrari             | 1:16.491  | 1:16.885 |           | 16   |
| 18                  | 20 | Heikki Kovalainen  | Caterham-Renault        | 1:16.538  |          |           | 17   |
| 19                  | 21 | Vitali Petrov      | Caterham-Renault        | 1:17.404  |          |           | 18   |
| 20                  | 24 | Timo Glock         | Marussia-Cosworth       | 1:17.947  |          |           | 19   |
| 21                  | 22 | Pedro de la Rosa   | HRT-Cosworth            | 1:18.096  |          |           | 20   |
| 22                  | 25 | Charles Pic        | Marussia-Cosworth       | 1:18.476  |          |           | 21   |
| 23                  | 23 | Narain Karthikeyan | HRT-Cosworth            | 1:19.310  |          |           | 22   |
| 107% tijd: 1:20.697 |    |                    |                         |           |          |           |      |
| 24                  | 15 | Sergio Pérez       | Sauber-Ferrari          | geen tijd |          |           | 23   |

## Race
| Pos | No | Coureur            | Constructeur            | Rondes | Tijd/Oorzaak uitval | Grid | Punten |
| --- | -- | ------------------ | ----------------------- | ------ | ------------------- | ---- | ------ |
| 1   | 2  | Mark Webber        | Red Bull Racing-Renault | 78     | 1:46:06.557         | 1    | 25     |
| 2   | 8  | Nico Rosberg       | Mercedes                | 78     | +0.643              | 2    | 18     |
| 3   | 5  | Fernando Alonso    | Ferrari                 | 78     | +0.947              | 5    | 15     |
| 4   | 1  | Sebastian Vettel   | Red Bull Racing-Renault | 78     | +1.343              | 9    | 12     |
| 5   | 4  | Lewis Hamilton     | McLaren-Mercedes        | 78     | +4.101              | 3    | 10     |
| 6   | 6  | Felipe Massa       | Ferrari                 | 78     | +6.195              | 7    | 8      |
| 7   | 11 | Paul di Resta      | Force India-Mercedes    | 78     | +41.537             | 14   | 6      |
| 8   | 12 | Nico Hülkenberg    | Force India-Mercedes    | 78     | +42.562             | 10   | 4      |
| 9   | 9  | Kimi Räikkönen     | Lotus-Renault           | 78     | +44.036             | 8    | 2      |
| 10  | 19 | Bruno Senna        | Williams-Renault        | 78     | +44.516             | 13   | 1      |
| 11  | 15 | Sergio Pérez       | Sauber-Ferrari          | 77     | +1 ronde            | 23   |        |
| 12  | 17 | Jean-Éric Vergne   | STR-Ferrari             | 77     | +1 ronde            | 16   |        |
| 13  | 20 | Heikki Kovalainen  | Caterham-Renault        | 77     | +1 ronde            | 17   |        |
| 14  | 24 | Timo Glock         | Marussia-Cosworth       | 77     | +1 ronde            | 19   |        |
| 15  | 23 | Narain Karthikeyan | HRT-Cosworth            | 76     | +2 ronden           | 22   |        |
| DNF | 3  | Jenson Button      | McLaren-Mercedes        | 70     | Botsing             | 12   |        |
| DNF | 16 | Daniel Ricciardo   | STR-Ferrari             | 65     | Stuur               | 15   |        |
| DNF | 25 | Charles Pic        | Marussia-Cosworth       | 64     | Elektrisch          | 21   |        |
| DNF | 7  | Michael Schumacher | Mercedes                | 63     | Benzinedruk         | 6    |        |
| DNF | 21 | Vitali Petrov      | Caterham-Renault        | 15     | Elektrisch          | 18   |        |
| DNF | 14 | Kamui Kobayashi    | Sauber-Ferrari          | 5      | Schade botsing      | 11   |        |
| DNF | 22 | Pedro de la Rosa   | HRT-Cosworth            | 0      | Schade botsing      | 20   |        |
| DNF | 18 | Pastor Maldonado   | Williams-Renault        | 0      | Botsing             | 24   |        |
| DNF | 10 | Romain Grosjean    | Lotus-Renault           | 0      | Botsing             | 4    |        |

## Standen na de Grand Prix
- Er wordt enkel de top 5 weergegeven.

### Coureurs
| Positie | Nummer | Rijder           | Team                    | Punten |
| ------- | ------ | ---------------- | ----------------------- | ------ |
| 1       | 5      | Fernando Alonso  | Ferrari                 | 76     |
| 2       | 1      | Sebastian Vettel | Red Bull Racing-Renault | 73     |
| 3       | 2      | Mark Webber      | Red Bull Racing-Renault | 73     |
| 4       | 4      | Lewis Hamilton   | McLaren-Mercedes        | 63     |
| 5       | 9      | Nico Rosberg     | Mercedes                | 59     |

### Constructeurs
| Positie | Nummers | Team                    | Rijders                         | Punten |
| ------- | ------- | ----------------------- | ------------------------------- | ------ |
| 1       | 1 2     | Red Bull Racing-Renault | Sebastian Vettel Mark Webber    | 146    |
| 2       | 3 4     | McLaren-Mercedes        | Jenson Button Lewis Hamilton    | 108    |
| 3       | 5 6     | Ferrari                 | Fernando Alonso Felipe Massa    | 86     |
| 4       | 9 10    | Lotus-Renault           | Kimi Räikkönen Romain Grosjean  | 86     |
| 5       | 7 8     | Mercedes                | Michael Schumacher Nico Rosberg | 61     |

## Noot
- Hoewel Michael Schumacher de snelste in kwalificatie was, kreeg de één-na-snelste coureur - Mark Webber - de pole position toegewezen vanwege een gridstraf voor de Duitser. Het was de tiende pole position voor Webber. Schumacher moest het doen met een officieuze pole position.
- Eerste snelste ronde voor Sergio Pérez.